# Карл фон Габсбург
Карл Габсбург-Лотаринзький (нар. 11 січня 1961, Штарнберг, Баварія, ФРН), також Карл фон Габсбург — австрійський політик і журналіст, нинішній голова Габсбург-Лотаринзького дому, президент Асоціації національних комітетів Блакитного щита (міжнародна організація, що займається захистом культурної спадщини, якій загрожують війни і природні катастрофи).
Син Отто фон Габсбурга та принцеси Регіни Саксонсько-Майнінгенської, онук останнього Австро-Угорського імператора Карла I. Титулярний імператор Австрії, король Угорщини, Хорватії, Богемії, Галичини та Волині, герцог Буковини та ін.

## Політична кар'єра
Починав кар'єру військовим льотчиком.
З 1986 був президентом австрійської гілки Пан'європейського союзу. Після вивчення права протягом 12 років, у 1992–1993 він вів на телебаченні ORF гру Who is Who. У жовтні 1996 року був обраний у Європейський парламент від Австрійської народної партії (ÖVP).

## Протектор
Як Голова Дому династії Габсбургів-Лотаринген є Великим Магістром орденів:
- Орден Золотого Руна (Австрія)
- Орден Святого Георгія
- Орден Святого Себастьяна в Європі

## Родина
Живе в своїй резиденції поблизу Зальцбурга, Австрія, з 1981 року.
31 січня 1993 року в Базиліці Маріацелль одружився з Франческою Тиссен-Борнеміза, єдиною дочкою барона Ганса Генріха Тиссена-Борнеміза де Казон, впливового європейського аристократа і промисловця. Шлюб одержав династичний дозвіл його батька, як голови Габсбурзького дому.
У Карла і Франчески народилось троє дітей:
- Елеонора Олена Марія дель-Пілар Іона, народилася 28 лютого 1994 року в Зальцбурзі. Одружена з бельгійським автогонщиком Жеромом Д'Амброзіо, має сина;
- Фердинанд Звонимир Марія Балтус Кіт Майкл Отто Антал Бахнам Леонард, народився 21 червня 1997 року в Зальцбурзі;
- Глорія Марія Богдана Палома Регіна Фіона Габріела, народилась 15 жовтня 1999 року в Зальцбурзі.

Карл і Франческа розлучилися в 2003 році.
Навесні 2022 року в Португалії Карл фон Габсбург одружився з Христиною Ніколь де Альмейда Рейд (Christian Nicolau de Almeida Reid), жінкою португальського походження.

## Генеалогія
| Отто Франц Австрійський | Отто Франц Австрійський | Отто Франц Австрійський | Отто Франц Австрійський | Отто Франц Австрійський | Отто Франц Австрійський |        |        | Марія Йозефа Саксонська | Марія Йозефа Саксонська | Марія Йозефа Саксонська | Марія Йозефа Саксонська | Марія Йозефа Саксонська | Марія Йозефа Саксонська |                   |                   | Роберто Пармський | Роберто Пармський | Роберто Пармський | Роберто Пармський | Роберто Пармський    | Роберто Пармський    |                      |                      | Марія Антонія Португальська | Марія Антонія Португальська | Марія Антонія Португальська | Марія Антонія Португальська | Марія Антонія Португальська | Марія Антонія Португальська |  |  | Фрідріх Саксен-Майнінгенський | Фрідріх Саксен-Майнінгенський | Фрідріх Саксен-Майнінгенський | Фрідріх Саксен-Майнінгенський | Фрідріх Саксен-Майнінгенський | Фрідріх Саксен-Майнінгенський |                             |                             | Адельгейда цур Ліппе-Бістерфельд | Адельгейда цур Ліппе-Бістерфельд | Адельгейда цур Ліппе-Бістерфельд | Адельгейда цур Ліппе-Бістерфельд | Адельгейда цур Ліппе-Бістерфельд | Адельгейда цур Ліппе-Бістерфельд |                             |                             | Альфред Корф                | Альфред Корф                | Альфред Корф | Альфред Корф | Альфред Корф     | Альфред Корф     |                  |                  | Олена Хільжерс   | Олена Хільжерс   | Олена Хільжерс | Олена Хільжерс | Олена Хільжерс | Олена Хільжерс |  |  |
| Отто Франц Австрійський | Отто Франц Австрійський | Отто Франц Австрійський | Отто Франц Австрійський | Отто Франц Австрійський | Отто Франц Австрійський |        |        | Марія Йозефа Саксонська | Марія Йозефа Саксонська | Марія Йозефа Саксонська | Марія Йозефа Саксонська | Марія Йозефа Саксонська | Марія Йозефа Саксонська |                   |                   | Роберто Пармський | Роберто Пармський | Роберто Пармський | Роберто Пармський | Роберто Пармський    | Роберто Пармський    |                      |                      | Марія Антонія Португальська | Марія Антонія Португальська | Марія Антонія Португальська | Марія Антонія Португальська | Марія Антонія Португальська | Марія Антонія Португальська |  |  | Фрідріх Саксен-Майнінгенський | Фрідріх Саксен-Майнінгенський | Фрідріх Саксен-Майнінгенський | Фрідріх Саксен-Майнінгенський | Фрідріх Саксен-Майнінгенський | Фрідріх Саксен-Майнінгенський |                             |                             | Адельгейда цур Ліппе-Бістерфельд | Адельгейда цур Ліппе-Бістерфельд | Адельгейда цур Ліппе-Бістерфельд | Адельгейда цур Ліппе-Бістерфельд | Адельгейда цур Ліппе-Бістерфельд | Адельгейда цур Ліппе-Бістерфельд |                             |                             | Альфред Корф                | Альфред Корф                | Альфред Корф | Альфред Корф | Альфред Корф     | Альфред Корф     |                  |                  | Олена Хільжерс   | Олена Хільжерс   | Олена Хільжерс | Олена Хільжерс | Олена Хільжерс | Олена Хільжерс |  |  |
|                         |                         |                         |                         |                         |                         |        |        |                         |                         |                         |                         |                         |                         |                   |                   |                   |                   |                   |                   |                      |                      |                      |                      |                             |                             |                             |                             |                             |                             |  |  |                               |                               |                               |                               |                               |                               |                             |                             |                                  |                                  |                                  |                                  |                                  |                                  |                             |                             |                             |                             |              |              |                  |                  |                  |                  |                  |                  |                |                |                |                |  |  |
|                         |                         |                         |                         | Карл I                  | Карл I                  | Карл I | Карл I | Карл I                  | Карл I                  |                         |                         |                         |                         |                   |                   |                   |                   |                   |                   | Зіта Бурбон-Пармська | Зіта Бурбон-Пармська | Зіта Бурбон-Пармська | Зіта Бурбон-Пармська | Зіта Бурбон-Пармська        | Зіта Бурбон-Пармська        |                             |                             |                             |                             |  |  |                               |                               |                               |                               | Георг Саксен-Майнінгенський   | Георг Саксен-Майнінгенський   | Георг Саксен-Майнінгенський | Георг Саксен-Майнінгенський | Георг Саксен-Майнінгенський      | Георг Саксен-Майнінгенський      |                                  |                                  |                                  |                                  |                             |                             |                             |                             |              |              | Клара Марія Корф | Клара Марія Корф | Клара Марія Корф | Клара Марія Корф | Клара Марія Корф | Клара Марія Корф |                |                |                |                |  |  |
|                         |                         |                         |                         | Карл I                  | Карл I                  | Карл I | Карл I | Карл I                  | Карл I                  |                         |                         |                         |                         |                   |                   |                   |                   |                   |                   | Зіта Бурбон-Пармська | Зіта Бурбон-Пармська | Зіта Бурбон-Пармська | Зіта Бурбон-Пармська | Зіта Бурбон-Пармська        | Зіта Бурбон-Пармська        |                             |                             |                             |                             |  |  |                               |                               |                               |                               | Георг Саксен-Майнінгенський   | Георг Саксен-Майнінгенський   | Георг Саксен-Майнінгенський | Георг Саксен-Майнінгенський | Георг Саксен-Майнінгенський      | Георг Саксен-Майнінгенський      |                                  |                                  |                                  |                                  |                             |                             |                             |                             |              |              | Клара Марія Корф | Клара Марія Корф | Клара Марія Корф | Клара Марія Корф | Клара Марія Корф | Клара Марія Корф |                |                |                |                |  |  |
|                         |                         |                         |                         |                         |                         |        |        |                         |                         |                         |                         |                         |                         |                   |                   |                   |                   |                   |                   |                      |                      |                      |                      |                             |                             |                             |                             |                             |                             |  |  |                               |                               |                               |                               |                               |                               |                             |                             |                                  |                                  |                                  |                                  |                                  |                                  |                             |                             |                             |                             |              |              |                  |                  |                  |                  |                  |                  |                |                |                |                |  |  |
|                         |                         |                         |                         |                         |                         |        |        |                         |                         |                         |                         | Отто фон Габсбург       | Отто фон Габсбург       | Отто фон Габсбург | Отто фон Габсбург | Отто фон Габсбург | Отто фон Габсбург |                   |                   |                      |                      |                      |                      |                             |                             |                             |                             |                             |                             |  |  |                               |                               |                               |                               |                               |                               |                             |                             |                                  |                                  |                                  |                                  | Регіна Саксен-Майнінгенська      | Регіна Саксен-Майнінгенська      | Регіна Саксен-Майнінгенська | Регіна Саксен-Майнінгенська | Регіна Саксен-Майнінгенська | Регіна Саксен-Майнінгенська |              |              |                  |                  |                  |                  |                  |                  |                |                |                |                |  |  |
|                         |                         |                         |                         |                         |                         |        |        |                         |                         |                         |                         | Отто фон Габсбург       | Отто фон Габсбург       | Отто фон Габсбург | Отто фон Габсбург | Отто фон Габсбург | Отто фон Габсбург |                   |                   |                      |                      |                      |                      |                             |                             |                             |                             |                             |                             |  |  |                               |                               |                               |                               |                               |                               |                             |                             |                                  |                                  |                                  |                                  | Регіна Саксен-Майнінгенська      | Регіна Саксен-Майнінгенська      | Регіна Саксен-Майнінгенська | Регіна Саксен-Майнінгенська | Регіна Саксен-Майнінгенська | Регіна Саксен-Майнінгенська |              |              |                  |                  |                  |                  |                  |                  |                |                |                |                |  |  |
|                         |                         |                         |                         |                         |                         |        |        |                         |                         |                         |                         |                         |                         |                   |                   |                   |                   |                   |                   |                      |                      |                      |                      |                             |                             |                             |                             |                             |                             |  |  |                               |                               |                               |                               |                               |                               |                             |                             |                                  |                                  |                                  |                                  |                                  |                                  |                             |                             |                             |                             |              |              |                  |                  |                  |                  |                  |                  |                |                |                |                |  |  |
|                         |                         |                         |                         |                         |                         |        |        |                         |                         |                         |                         |                         |                         |                   |                   |                   |                   |                   |                   |                      |                      |                      |                      |                             |                             |                             |                             | Карл                        |                             |  |  |                               |                               |                               |                               |                               |                               |                             |                             |                                  |                                  |                                  |                                  |                                  |                                  |                             |                             |                             |                             |              |              |                  |                  |                  |                  |                  |                  |                |                |                |                |  |  |